# Дзарданов, Андрей Борисович
Андрей Борисович Дзарданов (1905—1963) — советский инженер-конструктор, лауреат Сталинской премии 1951 года.
Родился в селе Дигора (Северная Осетия).
В 1926 году по направлению Дигорского окружкома комсомола поступил в Московский рабфак имени К. А. Тимирязева. Затем был зачислен в Московский институт механизации и электрификации сельского хозяйства (годы учёбы 1928—1933).
1933—1934 — старший механик Дигорской МТС. 1934—1938 инженер-наставник на Троицком автотракторном комбинате.
С 1938 года работал в опытно-конструкторском бюро Московского карбюраторного завода № 33 (ныне — ОАО «МПО им. И. Румянцева»). В 1940 году ОКБ выделилось в отдельное предприятие ОКБ-33 (главный конструктор Фёдор Амосович Коротков). В 1941—1944 гг. в эвакуации в городе Молотов (Пермь).
Занимаемые должности — инженер-конструктор, старший инженер-конструктор, ведущий инженер-конструктор — руководитель конструкторской группы.
Участвовал в разработке топливорегулирующей аппаратуры для турбореактивных двигателей.
Сталинская премия 2-й степени 1950 года (в составе коллектива) — за создание новых конструкций регулирования авиационных силовых установок.
Награждён орденом Отечественной войны II степени (16.09.1945).